# Johann Lucas von Pallavicini-Centurioni

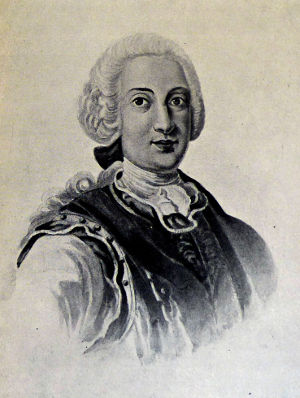
Johann Lucas von Pallavicini-Centurioni (1697–1773)

Graf Johann Lucas von Pallavicini-Centurioni (* 23. November 1697 in Genua; † 27. September 1773 in Bologna) war k.k. Staatsmann, Feldmarschall und Ritter des Goldenen Vlieses.

## Herkunft
Er entstammt der genuesischen Familie Pallavicini. Er war der Sohn von (Giuseppe) Josef Pallavicino und der Livia d’Ottavio Oltremarion, woher er den Beinamen Centurioni erhielt.

## Leben
Er kam im Jahr 1731 als außerordentlicher Gesandter der Republik Genua an den kaiserlichen Hof nach Wien. Dort wechselte er in kaiserliche Dienste. Bereits 1733 kam er als Vizeadmiral und General-Intendant der Marine nach Istrien. Während des Polnischen Erbfolgekrieges konnten unter seinem Kommando mehrere spanische Transportschiffe gekapert und einige verlorene Galeotten wieder erobert werden. Im Jahr 1735 wurde er zum Generalmajor befördert und im folgenden Jahr wurde er Inhaber des Infanterieregiment Nr. 3 (Wuttgenau), das er noch im gleichen Jahr gegen das Infanterieregiment Nr. 15 (Herzog Karl von Lothringen) tauschte. Am 19. Februar 1736 wurde er zum wirklichen Kammerherr ernannt.
Im Türkenkrieg kommandierte er bis 1738 die aus acht Kriegsschiffen und fünf Galeeren bestehende Donauflotte. Im Jahr 1738 wurde er nach Genua geschickt, um eine Anleihe von 600.000 Talern zu platzieren. Er selbst kaufte 200.000 Taler, der Rest ging an private Investoren. Im Österreichischen Erbfolgekrieg wurde er am 19. März 1741 zum Feldmarschall-Lieutenant ernannt. Er nahm 1742 an der Belagerung von Mirandola, 1743 der Schlacht von Camposanto und 1744 dem Gefecht bei Cuneo teil. Nun erfolgte seine Ernennung zum geheimen Rat und General-Statthalter (Plenipotentarius) in der Lombardei. Als er als solcher 1745 nach Genua kam, konnte er feindliche Stimmung der Genuesen gegen die Kaiserlichen bemerken. 1746 war er wieder militärisch aktiv. Er eroberte die Zitadelle von Parma und kämpfte in den Schlachten bei Piacenza und Roddofreddo. Nach der Schlacht waren seine diplomatischen Fähigkeiten gefragt, als es zum Streit kam ob die Stadt nun von kaiserlichen oder sardinischen Truppen besetzt werden sollte.
1747 übergab er die Statthalterschaft an den Grafen Harrach. Dafür wurde er 1748 Castellan von Mailand, kommandierender General aller Truppen in Italien und oberster Finanzminister der Lombardei. Als der Graf Harrach 1750 nach Wien zurückkehrte, wurde Pallavicini nochmals mit der Stellung betraut. Ihm gelang es, die langjährigen Grenzstreitigkeiten mit der Schweiz zu schlichten. Die Statthalterschaft gab er 1753 an den Erzherzog Ferdinand ab und zog sich nach Bolonga zurück. Am 30. November 1753 wurde er mit dem Orden vom Goldenen Vlies (Nr. 736) ausgezeichnet und am 29. Juni 1754 zum Generalfeldmarschall ernannt. Der Rat von Mailand bestellte ihn noch 1765 zu seinem Präsidenten, eine Ehre, die er 1768 zurückgab, um sich endgültig zur Ruhe im Palazzo Pallavicini zu setzen. Er starb 1773 in Bologna.

## Familie
Der Graf Pallavicini war zweimal verheiratet. Seine erste Frau war die reiche Marchesa Anna von Anguissola (16. November 1751 in Genua). Die Ehe blieb kinderlos. Im August 1753 heiratete der Graf Pallavicini Maria Katharina Fava di Ferro, die Witwe des Marchese von Conradini. Das Paar hatte einen Sohn, Giuseppe Pallavicini.